# Удомля
Удо́мля — город областного значения, административный центр Удомельского городского округа Тверской области России. Город-спутник Калининской АЭС.

## География
Город Удомля расположен в северной части Тверской области, где проходит водораздел между Балтийским и Каспийским морями, между водосборными площадями рек Волги и Невы, в местности с большим количеством болот и с цепью холмов, на севере образующих лесную гряду, на берегах озёр Песьво и Удомля, соединённых протокой шириной 180 метров.
На севере район граничит с Новгородской областью, на западе — с Бологовским районом Тверской области, на юге — с Вышневолоцким, на востоке — с Максатихинским, на северо-востоке — с Лесным районом.
Удалённость по автодороге от Москвы — 330 км, от Твери — 176 км, от Вышнего Волочка — 50 км. От Бологого по железной дороге — 60 км, от Максатихи — 56 км. От Санкт-Петербурга по железной дороге — 379 км.

## История
Впервые «Удомля» — как название местности — упомянута в летописях Великого Новгорода в 1478 году (тогда Москва вела перепись только что присоединённых новгородских земель). До прихода в VIII—IX веках новгородских славян эти земли были заселены финно-угорскими племенами.
В 1869 году возник посёлок при станции Троица Виндаво-Рыбинской железной дороги. В 1904 году железнодорожная станция получила название «Удомля». В начале XX века посёлок был значительным центром торговли лесоматериалами. Через Удомельский озёрный край проходил один из торговых путей из Новгорода на Волгу и в Бежецкий Верх.
В 1929 году небольшой пристанционный посёлок Удомля с 475 жителями становится центром района. Посёлок начинает расти после Великой Отечественной войны, постепенно поглощая ближайшие деревни.
В 1961 году посёлок Удомля получил статус посёлка городского типа. В 1974 году началось строительство Калининской АЭС. 11 сентября 1981 года посёлок получил статус города районного подчинения, а в июне 1986 года он становится городом областного подчинения.
Название города Удомля связано с одноимённым озером и имеет балтийское происхождение.
В окрестностях Удомли в XIX и на рубеже XX века жили и работали художники Исаак Левитан, Алексей Венецианов, А. С. Степанов, В. К. Бялыницкий-Бируля, Г. В. Сорока, К. А. Коровин писатель А. П. Чехов, святые Русской Православной Церкви Михаил Новосёлов и Дмитрий Беневоленский, родился художник Н. Я. Борисов.
На даче «Чайка», принадлежавшей художнику В. К. Бялыницкому-Бируля, на берегу озера Удомля работали художники И. Э. Грабарь и народный художник СССР Б. И. Волков. Туда же, и позднее в усадьбу Гарусово на озере Удомля неоднократно по приглашению А. В. Моравова приезжал художник Н. П. Богданов-Бельский.
Дачей на берегу озера Кубыча владел выдающийся учёный-электротехник А. С. Попов.
В селе Островно Удомельского района в последние годы жизни жила А. И. Хоментовская — историк и филолог, работавший в области итальянского гуманизма эпохи Возрождения.
На берегу озера Удомля в сельце Гарусово родился и провёл свои детские годы граф А. А. Аракчеев.

### Конфликт в Удомле (2013)
1 июня 2013 года в Удомле произошёл сопровождавшийся перестрелкой конфликт между группами русской и чеченской молодёжи, который взбудоражил общественность и привёл к акции протеста 8 июня 2013 года. В тот день в город были стянуты многочисленные силы полиции и ФСБ, на подходе к Удомле задержаны гражданские активисты из Петербурга и Твери. На центральной площади города собралось около 2000 жителей. Выступавшие на народном сходе удомельцы озвучивали социальные проблемы и проблемы межнациональных конфликтов. Звучали требования отставки мэра города Александра Литвиненко и остальных властей в связи с их полным бездействием в наведении порядка. После угрозы Литвиненко силой разогнать собравшихся и начавшихся задержаний ОМОНом активистов, протестующие разошлись.

## Население
| 1939    | 1959    | 1970    | 1979    | 1989    | 1992    | 1996    | 1998    | 2000    |
| ------- | ------- | ------- | ------- | ------- | ------- | ------- | ------- | ------- |
| 1854    | ↗2971   | ↗5142   | ↗12 079 | ↗30 751 | ↗32 500 | ↗33 100 | ↗33 500 | →33 500 |
| 2001    | 2002    | 2003    | 2005    | 2006    | 2007    | 2008    | 2009    | 2010    |
| ↘33 200 | ↘31 961 | ↗32 000 | ↗32 200 | ↘32 100 | →32 100 | ↘31 800 | ↘31 494 | ↘31 061 |
| 2011    | 2012    | 2013    | 2014    | 2015    | 2016    | 2017    | 2018    | 2019    |
| ↗31 100 | ↘30 407 | ↘29 911 | ↘29 405 | ↘28 972 | ↘28 864 | ↘28 669 | ↘28 119 | ↘27 641 |
| 2020    | 2021    |         |         |         |         |         |         |         |
| ↘27 186 | ↘25 950 |         |         |         |         |         |         |         |

На 1 января 2025 года по численности населения город находился на 566-м месте из 1124 городов Российской Федерации.
По итогам переписи населения 2020 года проживали следующие национальности (национальности менее 0,1 % и другое, см. в сноске к строке «Другие»):
| Национальность | Численность, чел. | Доля     |
| -------------- | ----------------- | -------- |
| Русские        | 18 179            | 70,05 %  |
| Украинцы       | 186               | 0,72 %   |
| Татары         | 150               | 0,58 %   |
| Армяне         | 127               | 0,49 %   |
| Азербайджанцы  | 117               | 0,45 %   |
| Белорусы       | 56                | 0,22 %   |
| Цыгане         | 46                | 0,18 %   |
| Чуваши         | 45                | 0,17 %   |
| Немцы          | 30                | 0,12 %   |
| Чеченцы        | 26                | 0,10 %   |
| Другие         | 6988              | 26,92 %  |
| Итого          | 25 950            | 100,00 % |

## Экономика

### Промышленность
В структуре промышленного производства района основная отрасль — атомная энергетика, представленная Калининской АЭС (98 % объёма промышленного производства Удомельского района, 70 % электроэнергии, производимой в Тверской области и 2,5 % товарной продукции Тверской области).
Калининская АЭС является градообразующим предприятием. С началом сооружения станции связано стремительное развитие территории: в период строительства предприятия и за счёт финансирования Калининской АЭС построен современный город с развитой инфраструктурой, системой образования и медицинского обслуживания, сетью культурных и просветительских учреждений. АЭС снабжает город теплом и горячей водой. Осуществляется теплоснабжение и близлежащих деревень — Ряд, Мишнево, Лайково-Попово.
В Удомле имеются также предприятия пищевой и деревообрабатывающей промышленности.

### Связь
Услуги фиксированной связи предоставляют: тверской филиал «Ростелеком», «Евразия Телеком Ру», «Практика», «ТРК Интеграл».
Услуги мобильной телефонной связи предоставляют сотовые операторы: «МТС», «Билайн», «МегаФон», «Tele2» и «Yota».

## Средства массовой информации
С 1990 года в Удомле действует региональное телевидение, с 2000х телеканал «Удомля» от ООО «ТРК ИНТЕГРАЛ». В советское время издавалась периодическая газета «Путь Октября». В настоящее время в городе выходят «Удомельская газета», газета Калининской АЭС «Мирный атом сегодня», газета объявлений и рекламы «Всё Для Вас Удомля», газета «Ассорти», молодёжная газета «В ритме города», издаётся краеведческий альманах «Удомельская старина» с приложением «Голос Удомли», радиостанция «Авторадио-Удомельская волна» 101.5 FM

## Культура, наука, образование
- Краеведческий музей
- Городской Центр досуга
- Центр общественной информации КАЭС
- Удомельский техникум информатики и вычислительной техники
- НОУ средняя общеобразовательная Авторская школа (А — школа)
- Удомельская средняя общеобразовательная школа № 1 им. А. С. Попова
- Удомельская средняя общеобразовательная школа № 2
- Удомельская гимназия № 3 им. О. Г. Макарова
- Удомельская средняя общеобразовательная школа № 4
- Удомельская средняя общеобразовательная школа № 5 (Физико-математическая школа)
- Удомельская начальная школа «Садко»
- МБДОУ детский сад комбинированного вида «Малыш»
- МБОУ ДО «Удомельская детская школа искусств»
- Детско-юношеская спортивная школа
- Театр-студия «Дебют»
- Цирк «Антарес»
- Князь-Владимирский собор
- Центр семейного досуга «ЛИКА»
- Детский театр танца «Эдельвейс»
- МБУ Городской молодёжный центр «Звёздный»
- Образцовый Хореографический Коллектив «Искорка»

## Известные уроженцы и горожане
- Смирнов, Юрий Мстиславович (1932—2020) — советский и российский кристаллофизик, доктор технических наук (1987), профессор кафедры прикладной физики ТвГУ, заслуженный деятель науки Российской Федерации (1996).
- Макаров, Олег Григорьевич (1933—2003) — лётчик-космонавт, дважды Герой Советского Союза.